# Tepoztlán

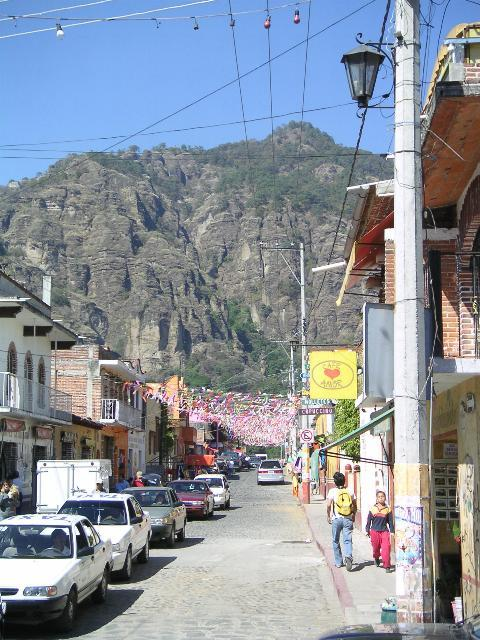
Il monte El Tepozteco da cui si vede Tepoztlán

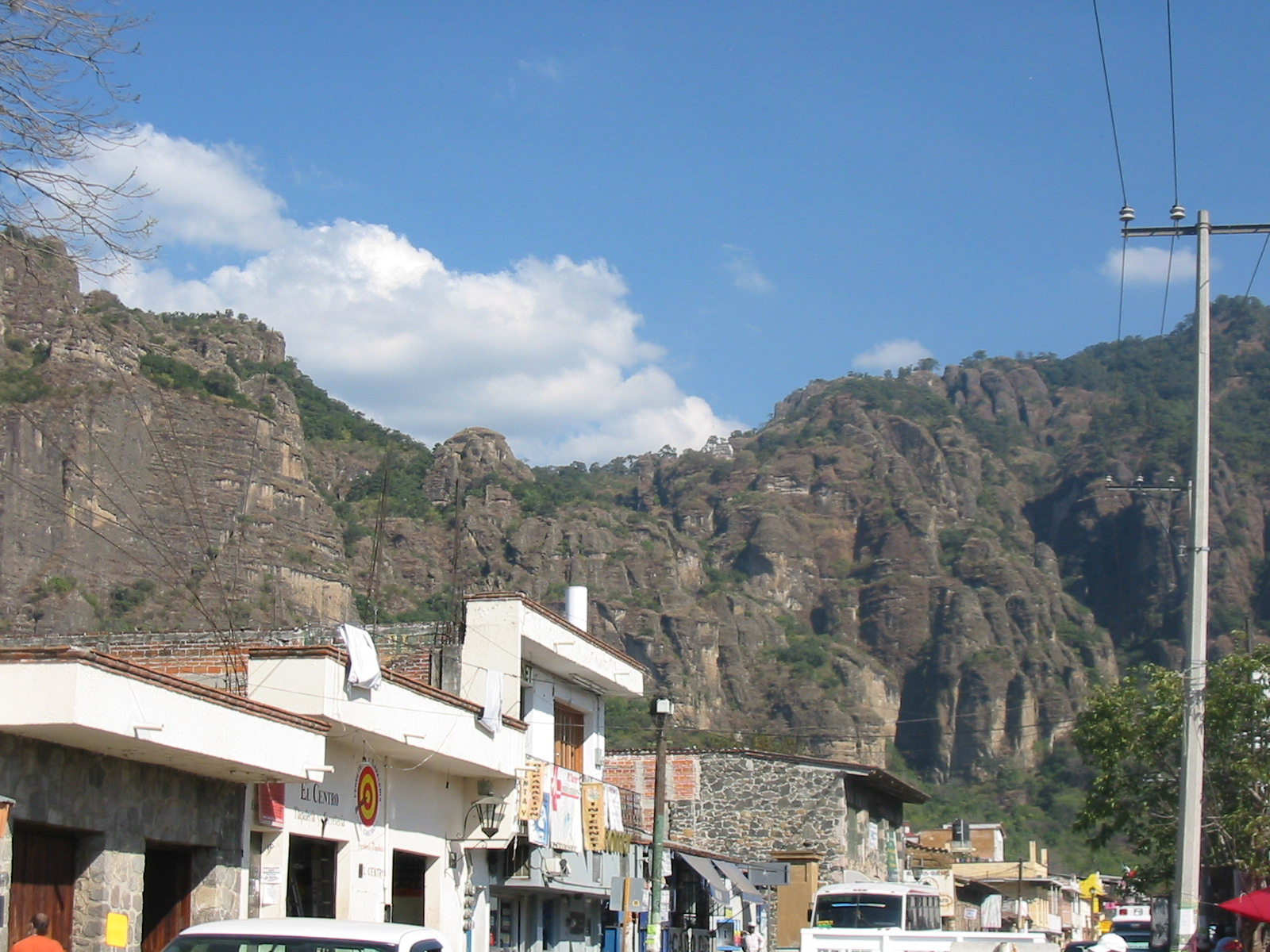
Vista della piramide di Tepozteco da Tepoztlán

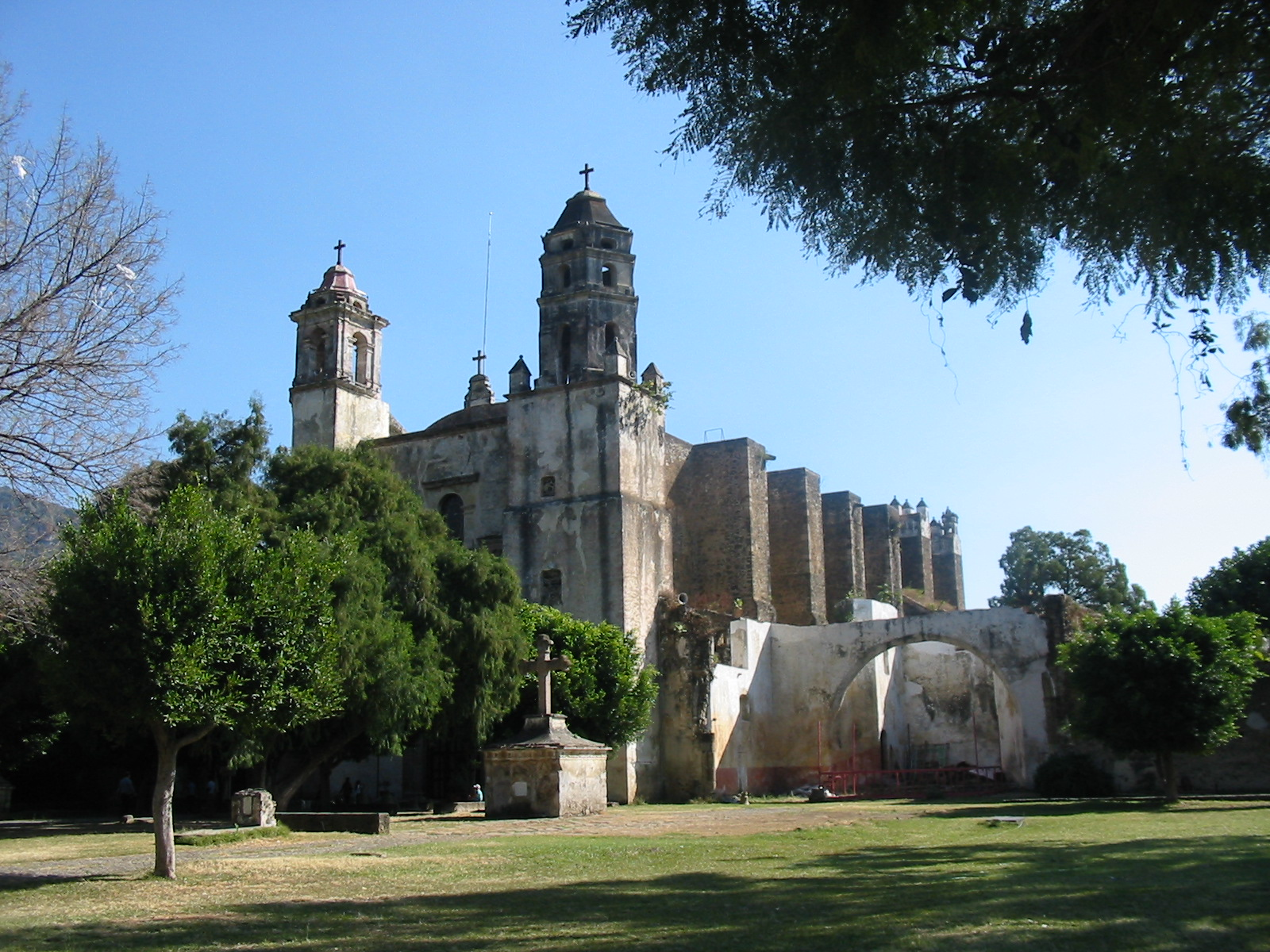
Ex convento di Dominico de la Natividad, uno dei monasteri del Popocatépetl che formano un patrimonio dell'umanità protetto dall'UNESCO

Tepoztlán è una città situata nello stato messicano di Morelos. Si trova nel cuore della valle di Tepoztlán. La città è sede del governo dell'omonima municipalità. HA una popolazione di 14 130 abitanti, mentre l'intera municipalità raggiunge i 41 629 secondo il censimento del 2010.
La città è una destinazione turistica vicina a Città del Messico, ed è famosa per i resti di un tempio costruito sulla cima della vicina montagna El Tepozteco.
Tepoztlán fu elencata tra le città del programma Pueblos Mágicos nel 2002, ma fu rimossa nel 2009 per non aver rispettato le regole. Nel 2010 Tepoztlán risolse il problema e poté di nuovo vantare l'appartenenza a quel gruppo.

## Etimologia
Il nome Tepoztlán deriva dal nahuatl e significa "luogo del rame abbondante" o "luogo delle rocce rotte". È una derivazione dalle parole tepoz-tli (rame) e tlan ("luogo di abbondanza").

## Clima
Il clima della Sierra Tepoztlán (in cui si trova el Tepozteco) è temperato con alcune variazioni subtropicali. La stagione delle piogge inizia in estate e termina in autunno. Le precipitazioni raggiungono i 1000 mm/anno nella valle di Tepoztlán, e 1200 mm/anno sulle montagne.

## Economia
L'agricoltura è dedicata soprattutto alla coltivazione di mais, chili e pomodori. Ci si dedica anche all'allevamento. Vengono prodotte tradizionali ceramiche e oggetti di artigianato (per i quali esiste un apposito mercato o tianguis). Attualmente Tepoztlán si basa principalmente sul turismo.

## Storia

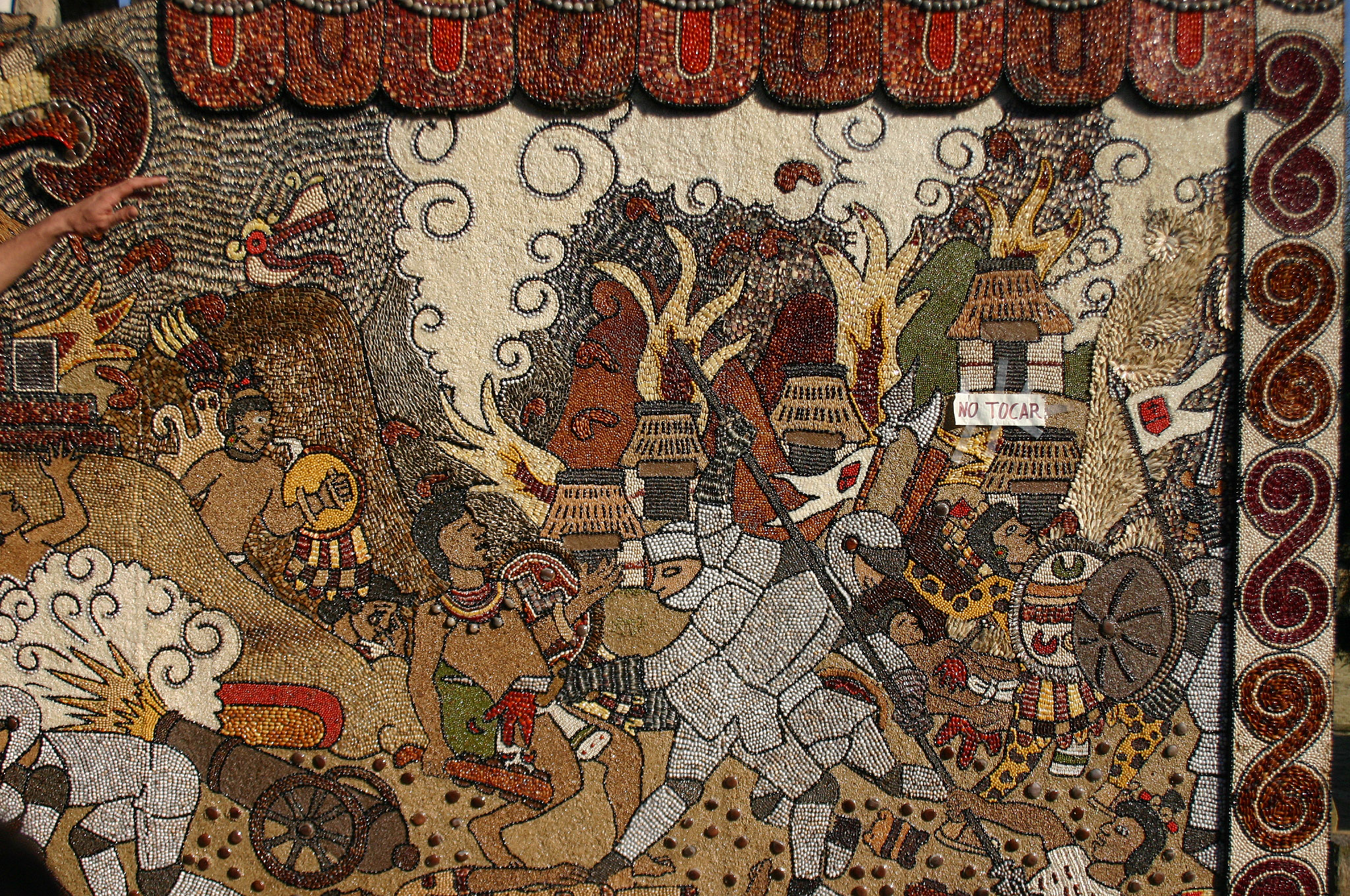
Murale fatto di semi sulla porta della chiesa

Secondo il mito, Tepoztlan sarebbe il luogo di nascita oltre 1200 anni fa di Quetzalcoatl, il dio Serpente Piumato ampiamente adorato nel Messico precolombiano.
Non è possibile determinare chi per primo abitò la zona. I più antichi ritrovamenti di ceramiche ed altri utensili risalgono approssimativamente al 1500 a.C.
Dal X secolo i Toltechi divennero i padroni della zona. Si dice che Tepoztlán sia il luogo in cui nacque Ce Acatl, grande capo tolteca, poi divenuto noto come Topiltzin Ce Acatl Quetzalcoatl, e che potrebbe aver posto le basi per la nascita del mito mesoamericano di Quetzalcoatl.
Nel corso della conquista spagnola, si dice che Hernán Cortés abbia ordinato il saccheggio della città dopo il rifiuto posto dai capi locali ad un incontro. Questa storia fu raccontata da Bernal Díaz del Castillo in Historia Verdadera de la Conquista de la Nueva España.
Il musicista indie Conor Oberst registrò il suo album eponimo in città nel 2008. Nonostante abbia vissuto in città, il suo nome è stato erroneamente citato come Tepotzlan.

## La municipalità
La municipalità è una delle 17 che circondano circondano Città del Messico. Confina con Milpa Alta sul lato sud della capitale.

### Città e villaggi
Le più grandi località (città e villaggi) sono:
| Name                                          | Censimento 2010 |
| --------------------------------------------- | --------------- |
| Tepoztlán                                     | 14130           |
| Santa Catarina                                | 4521            |
| Unidad Habitacional Rinconada Acolapa         | 3205            |
| Loma Bonita                                   | 2332            |
| San Juan Tlacotenco                           | 1890            |
| Santo Domingo Ocotitlán                       | 1541            |
| Tetecolala                                    | 1449            |
| San Andrés de la Cal                          | 1383            |
| Colonia Obrera                                | 1316            |
| Colonia Ángel Bocanegra (Adolfo López Mateos) | 1235            |
| Amatlán de Quetzalcóatl                       | 1029            |
| Totale municipalità                           | 41629           |